# Gardiol
El gardiol (occità: gardiòl) és el parlar occità vivaroalpí de la Gàrdia (Guardia Piemontese en italià), a Calàbria (Itàlia).
La UNESCO el classifica com "llengua severament amenaçada" al seu Atles de les llengües del món en perill. Agostino Formica va mostrar l'any 1999, mitjançant enquestes fetes amb relació a les llengües minoritàries de Calàbria, que el gardiol es mantenia malgrat el baix nombre de parlants. Pietro Monteleone va comprovar que el gardiol és llengua d'ús corrent en l'entorn familiar. El 2007, segons el lingüista Fiorenzo Toso, hi havia a la Gàrdia 340 parlants de gardiol d'un total de 1860 habitants; la resta parlaven italià estàndard o calabrès.
El gardiol és l'únic exemple de llengua occitana al sud d'Itàlia, i forma un enclavament semblant a l'Alguer en el cas català, però molt més allunyat de la regió geogràfica d'origen occità, que és essencialment el sud-est de França. Les altres àrees occitanòfones a Itàlia són algunes valls alpines del Piemont i Ligúria anomenades Valadas Occitanas (Valls Occitanes). La població de la Gàrdia hi va arribar de les Valls Occitanes del Piemont fugint de les persecucions religioses contra els valdesos.

## Exemple de text
Text extret del manual de G. Ligozat.
| « | A La Gàrdia l’antica pòrta granda (pòrta dal sang) ilh recòrda fait brut, fòrse, en part, inventat. Un fait dei mai brut al vai sochèd ‘o 11 de junh 1561 a Montalto Uffungo aont otanta-uèch Valdés ilh van èsser massat a chavon dal schalier de la guieisa de Sant Fransisc de Paola. Un testimone al vai scriu dins una letra ‘o fait brut: ‘o bòia, stachaa una faissa sus lhi uèlh dal condamnat, ab ‘o cotèll al lhi talha ‘o gargaròt, al lhi cacha la faissa, e ainan un autre. ‘O deman ilh van talha lhi cadàver, ilh lhi van tapa sus lhi carre e ilh lhi van empinge sus lhi arbre, per mai ò mens trenta-shèis milhe long la straa per Castrovillari. ‘O 28 de junh, sus la plaça de Cosenza, lhi autre Valdés ilh van èsser cuvèrt de piche e iars coma tòrche. Gabriele Pepe, dins Il Ponte – setembre/otróeve 1950, al a pas dóbie: « La vai èsser una crochata vèra, ab tot lhi mal de le crochate: destruccion de país entíer, fúec, massacre col·lectiu, impicajon, confiscacion, vinhe destrote. » En tot 2000 Valdés de La Gàrdia, Montalto Uffugo e San Sisto ilh van èsser massat; 1600 ilh van èsser empresonat ò mandat sus le galère. | » |

## El gardiol comparat amb el nord-occità i les altres llengües romàniques
| Llatí                       | Portuguès | Espanyol    | Francès  | Català   | Nord-occità       | gardiol | Sard           | Italià          | Furlà   | Ladí    | Romanès    |
| clavem                      | chave     | llave/clave | clef/clé | clau     | clau/clhau        | quiau   | crae/crai      | chiave          | clâf    | clau    | cheie      |
| noctem                      | noite     | noche       | nuit     | nit      | nueit/nuech       | nuèit   | notte/notti    | notte           | gnot    | not     | noapte     |
| cantare                     | cantar    | cantar      | chanter  | cantar   | chantar           | chantar | cantare/cantai | cantare         | cjantâ  | ciantar | cânta      |
| capram                      | cabra     | cabra       | chèvre   | cabra    | chabra            | chabra  | cabra/craba    | capra           | cjavre  | ciaura  | capră      |
| linguam                     | língua    | lengua      | langue   | llengua  | lenga             | llenga  | limba/lingua   | lingua          | lenghe  | lenga   | limbă      |
| plateam                     | praça     | plaza       | place    | plaça    | plaça/plhaça      | piaça   | pratha/pratza  | piazza          | place   | plaza   | piaţă      |
| pontem                      | ponte     | puente      | pont     | pont     | pònt/pont         | pònt    | ponte/ponti    | ponte           | puint   | Pont    | punte      |
| ecclesiam (basilicam)       | igreja    | iglesia     | église   | església | gleia/gleisa      | guieisa | creja/cresia   | chiesa          | glesie  | glesia  | biserică   |
| caseus lat.vulg. formaticum | queijo    | queso       | fromage  | formatge | formatge/fromatge | case    | casu           | formaggio/cacio | formadi | formai  | brânză/caş |

## Característiques

### Pronunciació
- a : [a]
- a final : [ə] o muda
- e davant una consonant nasal esdevé : [ə] tònica : [ʏ]
- é : pot fer [ɛ], Valdés : [val'dɛ]
- i : tònica o àtona [ə], vichinat : [vəʧənɛ]
- ò : [ɔ] o [œ], rosa : ['rœzə]
- u : [ʏ] i no [y] com en els altres dialectes occitans, una : [ʏna]
- uè : [œ], uèlh : [jœʎ]
- ll, específic del gardiol, fa [ɖ], com les l inicials, davant una vocal tònica, castell : [caʃtɛɖ:], llengua : [ɖ:ʏŋgə]
- sh : [ʃ] com en gascó

### Els plurals
- La s no marca els plurals (ni la conjugació).
- Plural masculí, no té marca :'o jíec, lhi jíec
- Plural femení en e : la montanha, le montanhe

### Conjugació
Verb chantar (verb cantar) en present:
Me chanto
Tu chanta
Èll al chanta / Ilh ilh chanta
Nos chantèm
Vos chantètz
Lor ilh chantan

## Reforma lingüística
Tot i que els naturals de la Gàrdia han sabut sempre que la seva llengua venia de les Valls Occitanes del Piemont, als mateixos occitans del Piemont els va costar prendre consciència que la seva llengua formava part del conjunt de llengües d'oc. Des dels anys 1970, el nom d'occità s'ha difós a les Valls occitanes. Aquest nom va ser probablement introduït a Guardia Piemontese per Arturo Gènere, que va introduir també la grafia de la Escolo dòu Po (Norma de l'Escola del Po). En contrast, Hans-Peter Kunert, un romanista alemany, ha posat a punt l'adaptació al gardiol de la grafia clàssica de l'occità, que ret el gardiol llegible fora de Guardia malgrat les particularitats que fan el gardiol parlat absolutament incomprensible a un occità de França
Això ha permès el desenvolupament de material escolar així com d'un diccionari gardiol-italià